# Clemens Carl von Twickel
Clemens Carl Freiherr von Twickel (* 1. März 1788 in Münster; † 4. Februar 1873 ebenda) war ein deutscher Rittergutsbesitzer und Politiker aus dem westfälischen Uradelsgeschlecht von Twickel.
Von Twickel, der katholischer Konfession war, war der Sohn von Clemens August von Twickel und dessen Ehefrau Franziska Ferdinande Maria geborene von Rump. Carl von Twickel war ein Bruder.
Im Jahre 1801 verlieh ihm Maximilian Friedrich von Elverfeldt  in seiner Eigenschaft als Turnarius eine münstersche Dompräbende.
Von Twickel war Rittergutsbesitzer und Erbschenk im Fürstentum Münster. 1841 bis 1852 war er für den Wahlbezirk West-Münster Abgeordneter im Provinziallandtag der Provinz Westfalen. 1847 gehörte er dem Vereinigten Landtag an.
Er heiratet am 26. Juli 1827  Maria Theresia Freiin von Lilien-Borg (* 1808), die Tochter von Clemens von Lilien-Borg. Das Paar hatte mehrere Kinder:
- Clemens August Maria (* 1. Juni 1828; † 5. August 1904), Erbschenk des Fürstentums Münster ⚭ 1860 Freiin Therese Clementine von Boeselager-Heeßen (* 22. Juli 1838; † 5. August 1904)[1]
- Franziska Ferdinanda (* 15. Januar 1830; † 27. November 1907) ⚭ 1857 Ernst Anton von Nagel (* 27. November 1829; † 15. November 1908)
- August Joseph (* 23. Mai 1832), Herr auf Hamen ⚭ 7. Mai 1872 Freiin Sophia von Loë (* 17. Dezember 1845)
- Wilhelmine Antonie  (* 23. September 1836)